# 306
306（三百六、三〇六、さんびゃくろく）は自然数、また整数において、305の次で307の前の数である。

## 性質
- 306は合成数であり、約数は 1, 2, 3, 6, 9, 17, 18, 34, 51, 102, 153 と 306 である。
  - 約数の和は702。
    - 71番目の過剰数である。1つ前は304、次は308。
- 306 = 17 × 18
  - 17番目の矩形数である。1つ前は272、次は342。
  - 306 = 171 + 172 = 182 − 181
    - 17の自然数乗の和とみたとき1つ前は17、次は5219。

  - 17連続偶数の和で表せる数である。306 = 2 + 4 + ……… + 32 + 34
  - 306 = 17 × σ(17) (ただし σ は約数関数)
    - n = 17 のときの n × σ(n) の値とみたとき1つ前は496、次は702。(オンライン整数列大辞典の数列 A064987)
- 306 = 2 × 32 × 17
  - 3つの異なる素因数の積で p2 × q × r の形で表せる17番目の数である。1つ前は294、次は308。(オンライン整数列大辞典の数列 A085987)
- 3062 + 1 = 93637 であり、n2 + 1 の形で素数を生む50番目の数である。1つ前は300、次は314。
- 85番目のハーシャッド数である。1つ前は300、次は308。
  - 9を基としたとき28番目のハーシャッド数である。1つ前は270、次は315。
- {\displaystyle {\sqrt[{5}]{306}}=3.141552235...}　であり、πの近似値である。
- 1/306 = 0.00326797385620915… (下線部は循環節で長さは16)
  - 逆数が循環小数になる数で循環節が16になる14番目の数である。1つ前は272、次は340。
- 約数の和が306になる数は1個ある。(202) 約数の和1個で表せる63番目の数である。1つ前は304、次は307。
- 306 = 92 + 152
  - 異なる2つの平方数の和で表せる93番目の数である。1つ前は305、次は313。(オンライン整数列大辞典の数列 A004431)
- 306 = 12 + 42 + 172 = 12 + 72 + 162 = 42 + 112 + 132 = 52 + 52 + 162 = 82 + 112 + 112 = 92 + 92 + 122
  - 3つの平方数の和6通りで表せる3番目の数である。1つ前は297、次は314。(オンライン整数列大辞典の数列 A025326)
  - 306 = 12 + 42 + 172 = 12 + 72 + 162 = 42 + 112 + 132
    - 異なる3つの平方数の和3通りで表せる23番目の数である。1つ前は305、次は309。(オンライン整数列大辞典の数列 A025341)
- 4つの平方数の和16通りで表せる最小の数である。次は375。
  - 4つの平方数の和 n 通りで表せる最小の数である。1つ前の15通りは346、次の17通りは322。(オンライン整数列大辞典の数列 A025416)

## その他 306 に関連すること
- 年始から数えて306日目は11月2日、閏年では11月1日。
- 3月1日から12月31日までの日数。
- 西暦306年
- 紀元前306年
- プジョー・306